# Nobuo Nakamura
Nabuo Nakamura (japanisch 中村伸郎, Nakamura Nobuo; * 14. September 1908 in Otaru; † 5. Juli 1991) war ein japanischer Schauspieler.

## Leben und Karriere
Nabuo Nakamura begann seine Schauspielkarriere in den 1920er-Jahren beim Puppentheater. Er wurde ein bekannter Theaterschauspieler, der sich insbesondere der Modernisierung des japanischen Theaters verschrieben hatte und im Jahr 1937 die Schauspielgruppe Bungakuza mitgründete. Er spielte in Produktionen von Shakespeare-Stücken und war in mehreren der Stücke von Mishima Yukio zu sehen. Ab dem Jahr 1972 spielte er wöchentlich in einem kleinen Theater in Tokio die Figur des Professors in dem Ein-Mann-Drama Die Unterrichtsstunde von Eugène Ionesco, welche zu seiner Paraderolle wurde.
International ist Nakamura allerdings durch seine Auftritte in über 100 Film- und Fernsehproduktionen zwischen 1938 und seinem Todesjahr 1991 bekannter. Eine seiner ersten nennenswerten Kinrollen verkörperte er in Akira Kurosawas Filmklassiker Einmal wirklich leben als stellvertretender Bürgermeister, der jeden kleinen Erfolg seiner Behörden für sich einstreichen will, der es durch die verworrenen Mühlen der Bürokratie schafft. Gleich im folgenden Jahr spielte Nakamura mit Die Reise nach Tokyo von Yasujirō Ozu in einem weiteren großen Klassiker der Filmgeschichte. In diesem war er als unterdrückter Gatte einer Friseurin zu sehen. Bis in die 1960er-Jahre arbeitete Nakamura noch mehrfach mit Kurosawa und Ozu, wobei seine Nebenrollen in den Filmen des letzteren Regisseurs tendenziell größer waren. In mehreren Filmen von Ozu, beispielsweise in dessen letztem Ein Herbstnachmittag, spielte er den ehemaligen Schulkameraden oder Freund der Hauptfigur. Der schlanke, bebrillte Darsteller mit schwarzen Haaren verkörperte dabei oft Figuren mit einer seriösen und ernsthaften Aura. Nakamura stand auch mehrfach für die Regisseure Mikio Naruse und Ishirō Honda vor der Kamera. Ab den 1970er-Jahren war Nakamura überwiegend in Fernsehproduktionen zu sehen.
Im Jahr 1976 wurde Nakamura mit der japanischen Ehrenmedaille ausgezeichnet.

## Filmografie (Auswahl)
- 1938: Hanataba no yume
- 1942: Haha no chizu
- 1952: Einmal wirklich leben (Ikiru)
- 1953: Die Reise nach Tokyo (Tōkyō monogatari)
- 1955: Jūjin Yuki Otoko
- 1955: Bilanz eines Lebens (Ikimono no Kiroku)
- 1956: Früher Frühling (Sōshun)
- 1956: Nagareru
- 1957: Tokio in der Dämmerung (Tōkyō Boshoku)
- 1957: Das Schloss im Spinnwebwald (Kumonosu-jō)
- 1957: Midaregumo
- 1958: Der Rikschamann (Muhomatsu no issho)
- 1958: Sommerblüten (Higanbana)
- 1959: Barfuß durch die Hölle – 1. Teil (Ningen no joken I)
- 1960: Die Bösen schlafen gut (Warui Yatsu Hodo Yoku Nemuru)
- 1960: Spätherbst (Akibiyori)
- 1962: Ein Herbstnachmittag (Samma no aji)
- 1963: Zwischen Himmel und Hölle (Tengoku to Jigoku)
- 1964: X 3000 – Fantome gegen Gangster (Uchū Daikaijū Dogora)
- 1965: Frankenstein – Der Schrecken mit dem Affengesicht (Furankenshutain tai chitei kaijû Baragon)
- 1966: Frankenstein – Zweikampf der Giganten (Furankenshutain no Kaiju Sanda tai Gaira)
- 1973: Der Untergang Japans (Nippon chinbotsu)
- 1985: Tampopo
- 1991: No raifu kingu